# عقار (قانون)

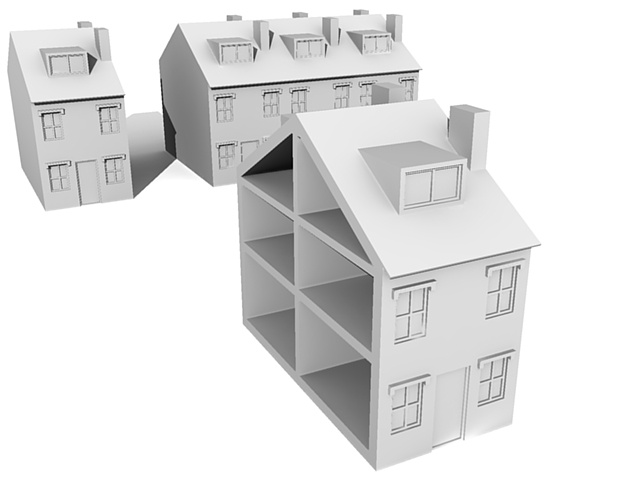

العَقَارُ، جمعه عَقَارَات هو كل شيء ثابت في مكانه ولا يمكن نقله دون تلف، أي الأراضي والمباني والأشجار التي تتصل بالأرض اتصال قرار. وينقسم العقار إلى قسمين: العقار بطبيعته والعقار بالتخصيص.

## العَقَار بطبيعته
وهو ما سبق ذكره، أي الأشياء التي تتصل بالأرض اتصال قرار. ولا يعد عقاراً بالنسبة للأرض إلا ما هو جزء منها. ويترتب على ذلك أن الكنز ليس عقاراً رغم كونه مدفوناً في باطن الأرض. وهي الأشياء الثابتة في مكانها والتي لا يمكن نقلها منه دون تلف. وهي تعتبر الأصل مقابل بقية أصناف العقارات. وتشمل أرض وما يقام فوقها من مبان ونباتات وما يلتصق بها من أجهزة وأنابيب كالمصاعد وأنابيب الغاز وقنوات المياه وأسلاك الكهرباء، وتشمل كذلك الصابة علي سوقها والثمارفي أصولها فإذا جذت صارت من المنقولات ولو لم تنقل وتعتبر كذلك من المنقولات الطبيعية حقول المحروقات والمواد المعدنية المصنفة «المناجم».

### أنواع العَقَار
- أرض:
  - أرض سكنية
  - أرض تجارية
  - أرض استثمارية
  - أرض خام
  - أرض زراعية
  - أرض نفطية
- بناء:
  - عمارة/ بناية
  - شركة / برج
  - منزل
  - بيت
  - قصر
  - فيلا
  - محال (حوانيت) تجارية

## العقارات الحكمية
هي منقولات رفعت لدرجة العقارات بحكم القانون، فهي عقارات بالتخصيص ويقصد به منقول يضعه صاحبه في عقار يملكه لخدمة هذا العقار واستغلاله.أو تلتحم به بشكل يتعذر معه فصله عنه فيفترض المشرع حكميا أنها عقارات، فيقوم هذا الصنف على افتراض قانوني تصبح بموجبه بعض المنقولات عقارات بحكم القانون وتتأسس عبر وجود ترابط بينها بين العقار ويكون هذا الترابط إما ماديا يتعذر معه فصلها عن العقار أو ترابط اقتصادي كأن توضع المنقولات في خدمة العقار.
شروط العقار بالتخصيص:
1. أن يكون العقار والمنقول مملوكين لشخص واحد.
2. أن يتم وضع المنقولات رصداً لخدمة العقار بإرادة المالك وليس رغماً عن إرادته (مثال: إذا استعار مستأجر مزرعة سيارة من مالك المزرعة ورصدها لخدمة العقار فإن السيارة في هذه الحالة لا تعد عقاراً بالتخصيص لأن الرصد هنا لم يكن بإرادة المالك).
3. أن يوضع المنقول لخدمة العقار وليس لخدمة صاحب العقار بصفة أساسية. (مثال: إذا اشترى مالك مزرعة سيارة لاستخدامه الشخصي وليس رصداً لخدمة العقار، فلا تعد السيارة عقاراً بالتخصيص).
4. أن يتم الرصد على سبيل الاستقرار. يترتب على هذا أن من يرصد منقولاً لخدمة عقار بصفة مؤقتة (أي لمدة زمنية محددة) فإن المنقول في هذه الحالة لا يعد عقاراً بالتخصيص
5. العقار بحسب المحل الذي يسحب منه
6. وهو عبارة عن منقولات تلزم العقار إذ أنها كانت متبثة بالعقار المذكور لكنها ازيلت نتيجة هدم المنزل أو تعديل بعض الأماكن به.. كالنوافد مثلا.الأبواب....

## اقرأ أيضًا
- الشهر العقاري
- حسم
- لمسة عالية